# 野毛山住宅
野毛山住宅（のげやまじゅうたく）は、かつて神奈川県横浜市西区に立地した日本住宅公団の造成した分譲住宅である。

## 概要
1956年（昭和31年）に、豪商であった平沼専蔵の別荘の跡地に公団が造成・分譲した。日本住宅公団関東支所が4番目に造成した住宅団地であり、また当団地に建設されたスターハウスが、関東支所下では初のスターハウスとなる。現在は、住棟の老朽化を理由として旭化成ホームズによって「アトラス野毛山」へと建て替えが行われている。

## 基本データ（建て替え前）
- 竣工 - 1956年（昭和31年）
- 構成 - 5棟から構成、全120戸
- 所在 - 神奈川県横浜市西区老松町

## 住棟構成（建て替え前）
- 中層フラット棟 - 3棟（5階建て、北廊下型）
- スターハウス - 2棟（5階建て）

## 交通
- 桜木町駅（東日本旅客鉄道・横浜市営地下鉄）より徒歩約15分